# Чорна неділя
Чорна неділя (англ. Black Sunday) — американський трилер 1977 року.

## Сюжет
Фільм розповідає про спробу запобігання спецслужбами грандіозного терористичного акту. Таємна організація під назвою «Чорний вересень» планує під час фінальної гри суперкубка в Маямі, на якій буде присутній президент США і ще вісімдесят тисяч глядачів, підірвати над стадіоном величезний дирижабль, призначений для телевізійної трансляції матчу. Смертельний вантаж вибухівки начинений дрібним дробом. Агентам розвідки і ФБР належить зробити неможливе, щоб зупинити фанатиків-вбивць.

## У ролях
| Актор                      | Роль                        |
| -------------------------- | --------------------------- |
| Роберт Шоу                 | майор Девід Кабаков         |
| Брюс Дерн                  | капітан Майкл Дж. Ландер    |
| Марта Келлер               | Далія Іяд                   |
| Бекім Фехмію               | Мохаммад Фазіль             |
| Фріц Вівер                 | агент ФБР Сем Корлі         |
| Стівен Кітс                | Роберт Мошевскі             |
| Майкл В. Гаццо             | Е. Музі                     |
| Вільям Деніелс             | Алан П'ю                    |
| Вальтер Готелл             | полковник Райат             |
| Віктор Кампос              | Нагіб                       |
| Джозеф Роббі               | грає самого себе            |
| Пет Саммеролл              | грає самого себе            |
| Том Брукшир                | грає самого себе            |
| Волтер Брук                | Фаулер                      |
| Джеймс Джетер              | Сторож                      |
| Клайд Кусацу               | капітан Огава               |
| Том Макфедден              | капітан Фарлі               |
| Роберт Паттен              | Вікерс                      |
| Тан В'єнн                  | посол Ізраїлю               |
| Джек Рейдер                | Пірсон                      |
| Нік Ніколарі               | Сіммонс                     |
| Майкл Джозеф Рейнольдс     | Джексон                     |
| Хантер фон Лір             | телеоператор                |
| Сара Фанкбонер             | ресепшн                     |
| Кеті Торнтон               | старша медсестра            |
| Френк Логан                | Лансінг                     |
| Френк Мен                  | співробітник ресепшн: Маямі |
| Кеннет І. Хармс            | капітан спецназу            |
| Кім Ніколас                | дівчина заручник            |
| Берт Мадрид                | посильний                   |
| в титрах не вказані        |                             |
| Шерман «Біг Трейн» Бергман | футбольний фанат            |
| Террі Бредшоу              | грає самого себе            |
| Єн Баллок                  | агент секретної служби      |
| Гел Фішман                 | репортер новини, озвучка    |